# Bisturi diamantato
Il bisturi diamantato è un particolare tipo di bisturi con punta realizzata in diamanti sintetici, inventato nel 1955 da Humberto Fernández Morán.

## Utilizzi
Ideato per applicazioni che richiedono precisione estrema (spessori di centesimi di millimetro), viene utilizzato principalmente nella chirurgia refrattiva. In particolare, sempre affiancato dal microscopio operatorio, è lo strumento chirurgico principale utilizzato nella Cheratotomia Radiale, inventata dal medico russo Fyodorov per la cura della miopia e nella Mini Cheratotomia Radiale Asimmetrica (M.A.R.K.), inventata dal medico italiano Marco Abbondanza, per la cura di astigmatismo e cheratocono di I e II stadio.